# Valentînivka, Berezivka
Valentînivka (în ucraineană Валентинівка) este un sat în comunei Ciohodarivka din raionul Berezivka, regiunea Odesa, Ucraina.

## Demografie
Componența lingvistică a localității Valentînivka
     Ucraineană (87,53%)
     Română (9,76%)
     Rusă (2,17%)
     Alte limbi (0,27%)
Conform recensământului din 2001, majoritatea populației localității Valentînivka era vorbitoare de ucraineană (87,53%), existând în minoritate și vorbitori de română (9,76%) și rusă (2,17%).